# فرانك هانزفورد
فرانك هانزفورد (بالإنجليزية: Frank Hansford)‏ هو لاعب كرة قاعدة أمريكي، ولد في 26 ديسمبر 1874 في دو كيوين في الولايات المتحدة، وتوفي في 14 ديسمبر 1952 في فورت سكوت في الولايات المتحدة.

## وصلات خارجية
- فرانك هانزفورد على موقعبيزبول رفرنس.كوم (الدوري الرئيسي) (الإنجليزية)